# A2-es autópálya (Szerbia)
Az A2-es autópálya egy épülő elsőrendű út Közép-Szerbiában Belgrád és Požega között. Ez az egyik legfontosabb út az országban, mivel összeköti a fővárost Szerbia déli és nyugati részével, főleg a Nyugati-Moravával. Belgrád és Čačak között az E763-as, Čačak és Požega között az E761-es európai út része.

## Története
2014. december 12-én készült el az első, Ub és Lajkovac közötti 12,5 km-es szakasz. Az építkezés 73 millió euróba került és az állam fizette. A csatlakozások nélküli út egyelőre nem került forgalomba.
2016. november 7-én adták át a Ljig és Preljina közötti 40,3 km-es szakaszt. Az út építése 308 millió euróba került, amiből 300 milliót azerbajdzsáni hitelből finanszíroztak, 8 millió pedig állami forrásból érkezett. A szakaszon 4 alagutat, 78 hidat és feljárót illetve két kereszteződést építettek.

## Képek

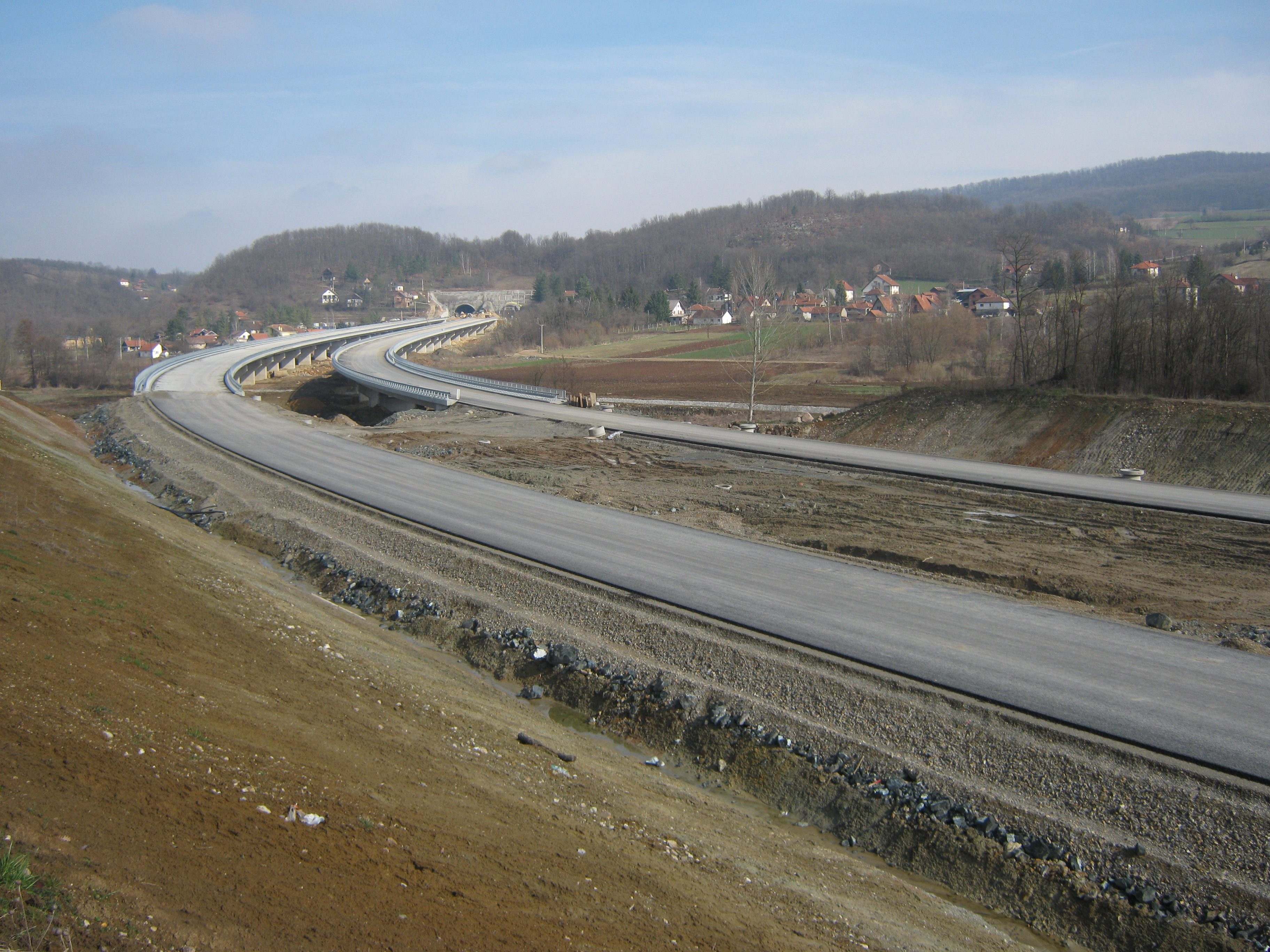
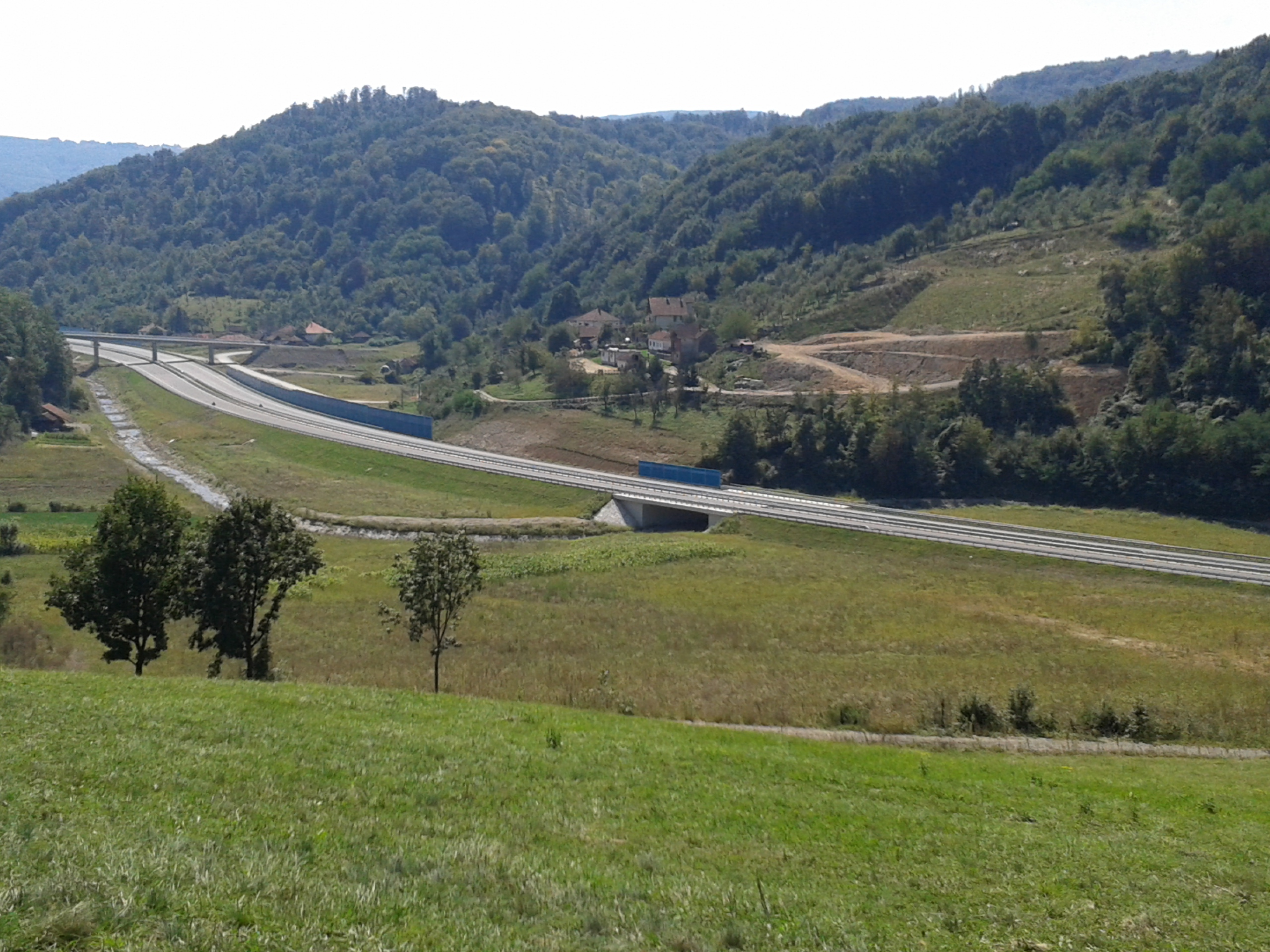